# فاجعه هوایی لوکوموتیو یاروسلاول ۲۰۱۱
فاجعه هوایی لوکوموتیو یاروسلاول ۲۰۱۱ (انگلیسی: 2011 Lokomotiv Yaroslavl air disaster) در روز چهارشنبه، ۷ سپتامبر ۲۰۱۱ ساعت ۱۶:۰۵ دقیقه به وقت مسکو، درحالیکه پرواز شماره ۹۶۳۳، شرکت خدمات یاک به وسیلهٔ یک فروند هواپیمای مسافربری یاک ۴۲ در حال انتقال کارکنان، بازیکنان و مربی تیم حرفه‌ای هاکی روی یخ ،لوکوموتیو یاروسلاول بود در نزدیکی شهرستان یاروسلاول روسیه سقوط کرد. هواپیما در حال سرعت گرفتن بر روی باند فرودگاه و قبل از برخاست با یک دکل مرتفع برخورد کرده و دچار آتش‌سوزی شده و در ۲ کیلومتری فرودگاهتونوشنا در حاشیه رود ولگا سقوط کرد. از ۴۵ سرنشین، ۴۳ نفر در محل سقوط کشته شدند. یکی از دو نفر نجات یافته حادثه الکساندر گالیموف ۵ روز بعد در بیمارستان درگذشت. از این حادثه فقط مهندس پرواز هواپیما الکساندر سیزوف نجات پیدا کرد. لوکوموتیو یاروسلاول، عضو لیگ کنتیننتال هاکی (KHL)، لیگ برتر هاکی روی یخ روسیه، در راه خود را به مینسک، بلاروس، برای شروع فصل ۱۲–۲۰۱۱ بود. همه بازیکنان از اصلی و چهار عضو از تیم جوانان جزو سرنشینان این هواپیما بودند.

## علل سانحه
بررسی این سانحه بر قصور خلبان و نقص فنی متمرکز شده‌است. کمیته تحقیق برای بررسی سوابق شرکت خدمات یاک، وضعیت فرودگاه، بقایای هواپیما و اطلاعات ضبط شده تشکیل شد. برای تحقیق پیرامون وضعیت برخاست و مقایسه اطلاعات موجود با داده‌های بازیافتی از اطلاعات ثبت شده، این پرواز بوسیلهشبیه‌ساز مجدداً شبیه‌سازی شده و مورد تحقیق قرار گرفت. در نتیجه این شبیه‌سازی مشخص شد که استفاده از نیروی ترمز در برخاست، که به وسیلهٔ خلبان ارشد مورد استفاده قرار گرفته، علت این سانحه بوده‌است. کمیته تحقیق گزارش خود را در یک کنفرانس مطبوعاتی در تاریخ ۲ نوامبر سال ۲۰۱۱ منتشر کرد. رئیس کمیسیون تحقیق الکسی موروزوف اعلام کرد: "علت سقوط سریع هواپیمای یاک ۴۲ اقدامات اشتباه خدمه هواپیما بود، بدین صورت که خلبان، اقدام به گذاشتن پا روی پدال ترمز، قبل از بلند شدن چرخ دماغه هواپیما کرده که دلیل آن وضعیت غلط قرار گرفتن پا بر روی سیستم ترمز در هنگام برخاست از باند فرودگاه می‌باشد. بررسی‌های بعدی نشان داد نه تنها خلبانان با مدارک جعلی اقدام به پرواز این هواپیما کرده بلکه فاقد آموزش‌های لازم برای پرواز با یاک ۴۲ بودند. علاوه بر این مشخص شد کمک خلبان بعلت نوعی بیماری عصبی، تحت درمان بوده و پرواز برای ایشان ممنوع بوده‌است. محققان می‌گویند او پای خود را روی پدال ترمز احساس نمی‌کرده و همین موضوع منجر به سقوط هواپیما شده‌است.

## وضعیت روز حادثه

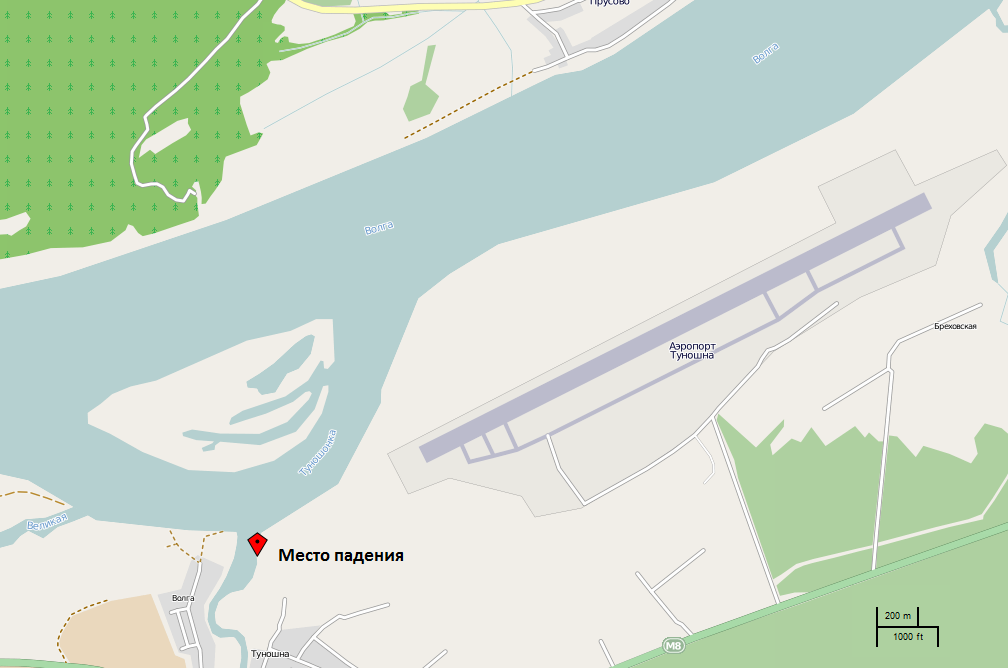
موقعیت فرودگاه و محل سقوط

در روز حادثه ۷ سپتامبر ۲۰۱۱ وضعیت اب و وهوا در فرودگاه تونوشنا خوب اعلام شده ضمن اینکه بادی با سرعت ۱۱ کیلومتر بر ساعت می‌وزیده، دید ۱۰ کیلومتر همچنین مقدار قابل توجهی ابر استراتوکومولوس در ارتفاع کمی حدود ۹۹۰ متری وجود داشته و درجه حرارت هوا ۱۷٫۸ درجه سانتیگراد بوده‌است. هواپیما یاک ۴۲ دی وارد باند شماره ۵/۲۳ می‌گردد و ۳۰۰ متر بعد از ابتدای باند قرار می‌گیرد. این باند ۳۰۰۰ متر طول داشته که بدین ترتیب ۲۷۰۰ متر برای برخاستن هواپیما باقی می‌ماند. هواپیما برای برخاستن سرعت می‌گیرد. شتاب لازم برای برخاستن این هواپیما، ۲۳۰ کیلومتر در ساعت برآورد شده اما برخاست هواپیما با شکست مواجه شد. هواپیما قبل از برخاستن، مسافت ۴۰۰ متر، بعد از انتهای باند فرود بر روی زمین پیموده بود. در این نقطه هواپیما با برج فانوس دریایی واقع در ۴۵۰ متری انتهای باند فرود، برخورد می‌کند. هواپیما هیچ وقت موفق به پرواز عمودی بیش از شش متر از سطح زمین نمی‌شود. پس از برخورد با برج فانوس دریایی، هواپیما بسمت چپ منحرف شده و در حاشیه رود تونوشنا، ۲۰۰ متری محل اشتراک این رود با رود ولگا سقوط می‌کند در حالی که دم هواپیما جدا شده و بخش جلوی جت کاملاً از هم پاشیده شده. در محل اصابت ضربه، بخش دم در آب باقی‌مانده در حالیکه قطعه‌ای از بدنه بر روی خشکی قرار دارد. صحنه تصادم تقریباً در ۲ کیلومتری پایان باند فرود قرار دارد. شاهدین صحنه تصادم را با جمله، شعله‌های سوزان توصیف کردند.

## تیم لوکوموتیو یاروسلاول
در زمان تصادف، لوکوموتیو یاروسلاول یکی از تیم‌های برتر هاکی روی یخ در روسیه بود. این تیم که در سال ۱۹۵۹ تشکیل شده بود مقام قهرمانی Russian Open Championship در سال‌های ۱۹۹۷–۲۰۰۲ و ۲۰۰۳ را بدست آورده بود. (توضیح: در جدول قهرمانی این تیم در مسابقات سال‌های ۲و۲۰۰۱–۳و۲۰۰۲ دیده می‌شود)

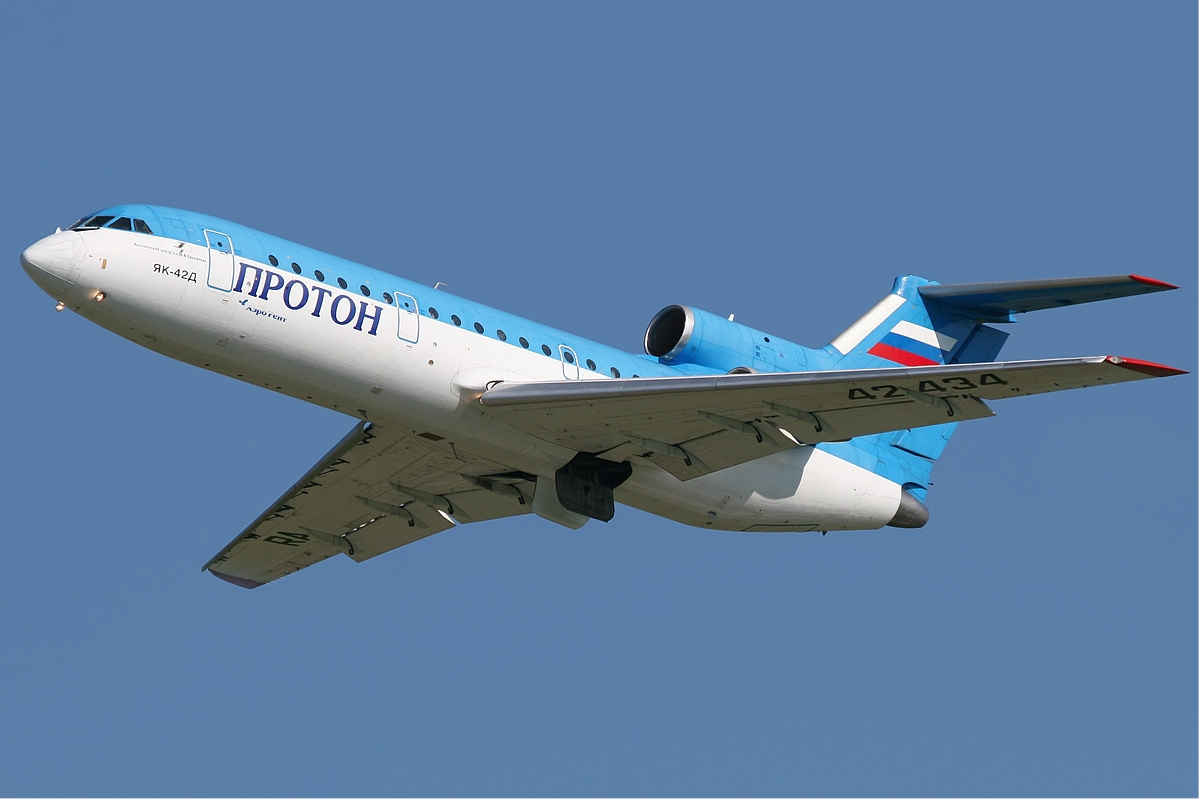
هواپیمای یاک۴۲دی سانحه دیده در سال ۲۰۰۶.

## تحقیق و بررسی
کمیته حمل و نقل هوایی بین ایالتی (MAK)، مسئول رسیدگی به وضعیت و علل حادثه، مطابق با قوانین روسیه، معرفی شد. پس از حادثه مقامات حمل و نقل هوایی روسیه تمام پروازها با این نوع هواپیما را به حالت تعلیق درآورده و منتظر نتایج بررسی دقیق یکی دیگر از هواپیماهای موجود از همان نوع شدند. ضبط مکالمات کابین خلبان در ۸ سپتامبر ۲۰۰۱ بازیابی شد و بر اساس نظر وزیر حمل و نقل روسیه، ایگور لِویتین، برای بررسی دقیق به مسکو فرستاده شد. عرضه سوخت مورد استفاده برای هواپیمای این حادثه، قرنطینه شده و سوخت نمونه برداری و برای تجزیه و تحلیل و تعیین اینکه سوخت استاندارد مورد استفاده قرار گرفته یا خیر به کمیته تحقیق ارسال شد. بنا به نظر این کمیته، خطای خلبان و نقص مکانیکی به عنوان دو عامل مهم این حادثه مورد بررسی موشکافانه قرار گرفت. یک سؤال مهم که به بررسی دقیق نیاز دارد این است که چرا خلبانان به جای تلاش برای برخاستن از باند فرودگاه به استفاده از ترمز اضطراری ادامه داد. کاپیتان آندره اِی سولونتسِف(Andrei Solontsev) سابقه ۶۹۰۰ ساعت پرواز داشت که ۱۵۰۰ ساعت آن مربوط به تجربه پرواز با یاک۴۲ اس بود و افسر اول سرگئی ژوراولِو ۱۵۰۰۰ ساعت سابقه پرواز داشته هر چند تنها ۴۲۰ ساعت آن مربوط به پرواز با یاک ۴۲بود. کمیسیون فنی (MAK) در تاریخ ۱۲ سپتامبر، ۲۰۱۱ مقدار زیادی از اطلاعات را بازیابی و تفکیک کرده و اقدام به انتشار موارد زیر نمود:
- موتورها تا هنگام سقوط در حال کار بودند.
- تأثیر آب و هوا به عنوان یک علت تصادف رد شد.
- خدمه تمام ابزار پروازی منجمله بالابرها را بررسی و کنترل کرده بودند. سیستم کنترل پرواز به عنوان یک پاسخ سطحی در نظر گرفته شد.
- وزن کل هواپیما هنگام برخاست، کمتر از حداکثر مجاز برای برخاست بوده‌است.
- هواپیما دارای ۱۴ تن سوخت داشته، که ۸ تن از آن در فرودگاه یاروسلاول سوختگیری شده بود.
- قبل از برخاستن، پایدارکننده و فلپ‌ها در وضعیت برخاست تنظیم شده بود.

### مکالمات کابین
در ۱۹ سپتامبر ۲۰۱۱، شبکه خبری روسیه ۲۴، گفتگوی دقایق آخر بین خدمه پرواز را که از دستگاه ضبط صدای کابین استخراج شده بود را به شرح زیر منتشر کرد.
- - خلبان: ۷۴–۷۶
- - مهندس پرواز: ۷۴–۷۶
- - خلبان: زمان، چراغهای جلو. در حال بلند شدن، سرعت بالای ۱۹۰.
- - خلبان: سه، چهار، پنج، فشار موتور اسمی.
- - مهندس پرواز: اسمی، فشار بیشتر
- - مهندس پرواز: سرعت در حال افزایش. پارامترهای پرواز طبیعی. ۱۳۰، ۱۵۰، ۱۷۰، ۱۹۰، ۲۱۰.
- - خلبان: تبدیل به وضعیت برخاستن
- - مهندس پرواز: ۲۲۰، ۲۳۰
- - کمک خلبان :شاید این پایدارکننده است.
- - خلبان: برخاست، برخاست رانش! تثبیت کننده!
- - کمک خلبان: چیکار می‌کنی؟
- - خلبان: برخاست، رانش
- - مهندس پرواز: برخاست رانش بیشتر
- - خلبان: لعنتی
- - کمک خلبان :آندره اِی!